# Opera szelet
Az Opera szelet (vagy Opera torta) egy klasszikus francia cukrászkészítmény, amely kávés sziruppal átitatott u.n. Joconde (vagy Mona Lisa) piskóta, étcsokoládé-ganache és vajas kávékrém rétegekből áll, továbbá a teteje étcsokoládéval van behúzva.

## Története
Maga az "opera" elnevezés hosszú idő óta népszerű a francia gasztronómiában és az idők folyamán több húsétel és desszert is viselte már ezt a nevet. A torta első említése ilyen néven egy 1899-es újsághirdetésben található, amelyben a párizsi Grand Hotel cukrászata ajánlja a közönség figyelmébe specialitásait, mint a "Grand-Hotel torta", az "Opera torta" és a "Szilva-torta" Az 1903-as konyhaművészeti kiállításon Louis Clichy ugyancsak egy "Opera" nevű tortával szerepelt, de sem emez, sem az előző bővebb leírása nem maradt fenn, így nem tudható, hogy ezek azonosak-e a ma ezen a néven ismert süteménnyel. Gaston Lenôtre saját 1960-as jegyzeteire hivatkozva, több helyen is úgy nyilatkozott, hogy ő kreálta a modern változatot, de Cyriaque Gavillon lánya, a Dalloyau cukrászda vezetője állítja, hogy azt apja készítette először 1955-ben és anyja nevezte el Operának.

## Receptje
Az Alain Ducasse féle változat

### Hozzávalók

#### A Mona Lisa piskóta
- 50 g vaj
- 500 g tant-pour-tant (porcukor és mandulaliszt 1:1 arányú keveréke)
- 20 g trimolin (invertcukor)
- 7 tojás (340 g)
- 7 tojásfehérje (220 g)
- 50 g porcukor

#### A csokoládé ganache
- 85 g vaj
- 140 g 66%-os csokoládé
- 1 dl tej
- 2 dl tejszín

#### A kávészirup
- 40 cl víz
- 260 g porcukor
- 40 g kávé kivonat

#### A kávés vajkrém
- 375 g vaj
- 2 tojás (100 g)
- 5 tojássárgája (100 g)
- 60 g víz
- 260 g porcukor
- 25 g kávé kivonat

#### A csokoládé bevonó
- 250 g ét (fekete) tortabevonó
- 100 g 56%-os csokoládé-reszelék
- 3,5 cl szőlőmagolaj

### Elkészítés

#### A Mona Lisa piskóta
A sütőt 220 °C-ra kell melegíteni. A vajat fel kell olvasztani és hagyni kell kihűlni. A habverővel felszerelt keverőgépben össze kell keverni a tant-pour-tant a liszttel, a trimolinnal és a tojás felével. Habosra kell verni, majd fokozatosan hozzá kell adni a többi tojást. Ezután a készüléknek tovább kell forogni 5 percig, majd kis folyamban hozzá kell önteni az olvasztott vajat. A fehérjéket habosra kell verni, majd fokozatosan hozzájuk adni a porcukrot, amíg "csúcsos" nem lesz. Óvatosan adja hozzá ezeket a felvert tojásfehérjéket a tésztához. 4 sütőlapot (30 x 40 cm) fedjen le egy-egy sütőpapírral, és öntse mindegyikre a keverék felét. Szögletes spatulával egyenletesen oszlassa el őket. Kb. 5-6 percig süsse. A sütőből kivéve, helyezze a lapokat rácsra. Húzza le róluk a sütőpapírt és hagyja kihűlni.

#### A csokoládé ganache
A vajat apró kockákra vágjuk, és hagyjuk szobahőmérsékleten megpuhulni. Egy serpenyőben forraljuk fel a tejet és a tejszínt. Öntsük a csokoládéra. Várjon 1 percet, majd habverővel óvatosan keverje ki a közepétől kezdve. 45 °C-on fokozatosan hozzáadjuk a vajat, habverővel emulgeálva. Keverje ki simára. Fedjük le fóliával és tegyük félre.

#### A csokoládé bevonó
Vágja a csokoládét apró darabokra. Olvassza fel a tortabevonót a csokoládé-reszelékkel és a szőlőmagolajjal dupla falú edényben, vagy vízgőz felett. Jól keverje ki. Helyezze egy tálba, tegye félre szobahőmérsékleten.

#### A kávészirup
Egy fazékba öntsük a vizet és a cukrot, és forraljuk fel. Hagyja kihűlni, majd adja hozzá a kávékivonatot. Jól keverje össze és tartsa szobahőmérsékleten.

#### A kávés vajkrém
A vajat apróra kockákra vágjuk és hagyjuk meleg helyen megpuhulni. A habverővel felszerelt keverőgépbe öntsük a tojásokat és a sárgáját. Öntsük a vizet és a cukrot egy fazékba. Forraljuk fel, majd melegítsük 110 ° C-ra. Amikor elérte ezt a hőmérsékletet, kezdje el felverni a tojásokat és egyidejűleg folytassa a szirup főzését 121 °C-ig. Gyorsítsa fel a keverőt, ha közelebb kerül ehhez a hőmérséklethez, hogy a cukor és a felvert tojás megfelelő főzése egybeessen.
Apránként öntsük a szirupot a tojásokra, nagy sebességgel verjük tovább, amíg a massza össze nem áll és "szalagos" nem lesz. Kerülje a főtt cukor öntését a habverőre, mert ha a cukor a tál falához verődik, apró, oldhatatlan kristályokká válhat. Ezután folytassa a keverést maximális sebességgel, hogy lehűljön, amíg szobahőmérsékletű nem lesz. Fokozatosan keverje bele a lágy vajdarabokat és a kávéaromát, miközben habverővel emulgeálja az egészet. A krém legyen sima, könnyű és habos. Helyezze a vajkrémet egy tálba. Tartsa szobahőmérsékleten.

#### Összeállítás
Egy lemezre helyezzen egy sütőpapírt és tegyen rá egy 40 x 30 cm-es keretet. Az egyik piskótalapot kenje be egy ecsettel a csokoládé bevonóval és tegye hűtőbe, amíg megszilárdul. A hűtőből kivéve, csokoládés felével lefelé helyezze a keretbe, majd kenje meg a kávés sziruppal. Kenjen el a tetején 300 g vajkrémet. Helyezzen a tetejére egy piskótát, majd kenje meg kávésziruppal. Kenjen rá 300 g csokoládé ganache-t. Helyezzen egy újabb piskótát és ezt is kenje meg kávésziruppal, majd 250 g kávés vajkrémmel. Simítsa el és tartsa a hűtőben.

#### Tálalás
Ha a torta kifagyott, helyezze egy rácsra. Vonja be a csokoládé bevonóval és helyezze vissza a hűtőbe. 20 szeletre vágjuk, és hűtőszekrényben tartjuk, amíg készen áll a tálalásra. Hagyományosan "Opera" felírttal és aranyfüsttel díszítik.